# Hanvec
Hanvec is een gemeente in het Franse departement Finistère (regio Bretagne). De plaats maakt deel uit van het arrondissement Brest. Hanvec telde op 1 januari 2022 2.035 inwoners.

## Geografie
De oppervlakte van Hanvec bedroeg op 1 januari 2022 59,11 vierkante kilometer; de bevolkingsdichtheid was toen 34,4 inwoners per km².

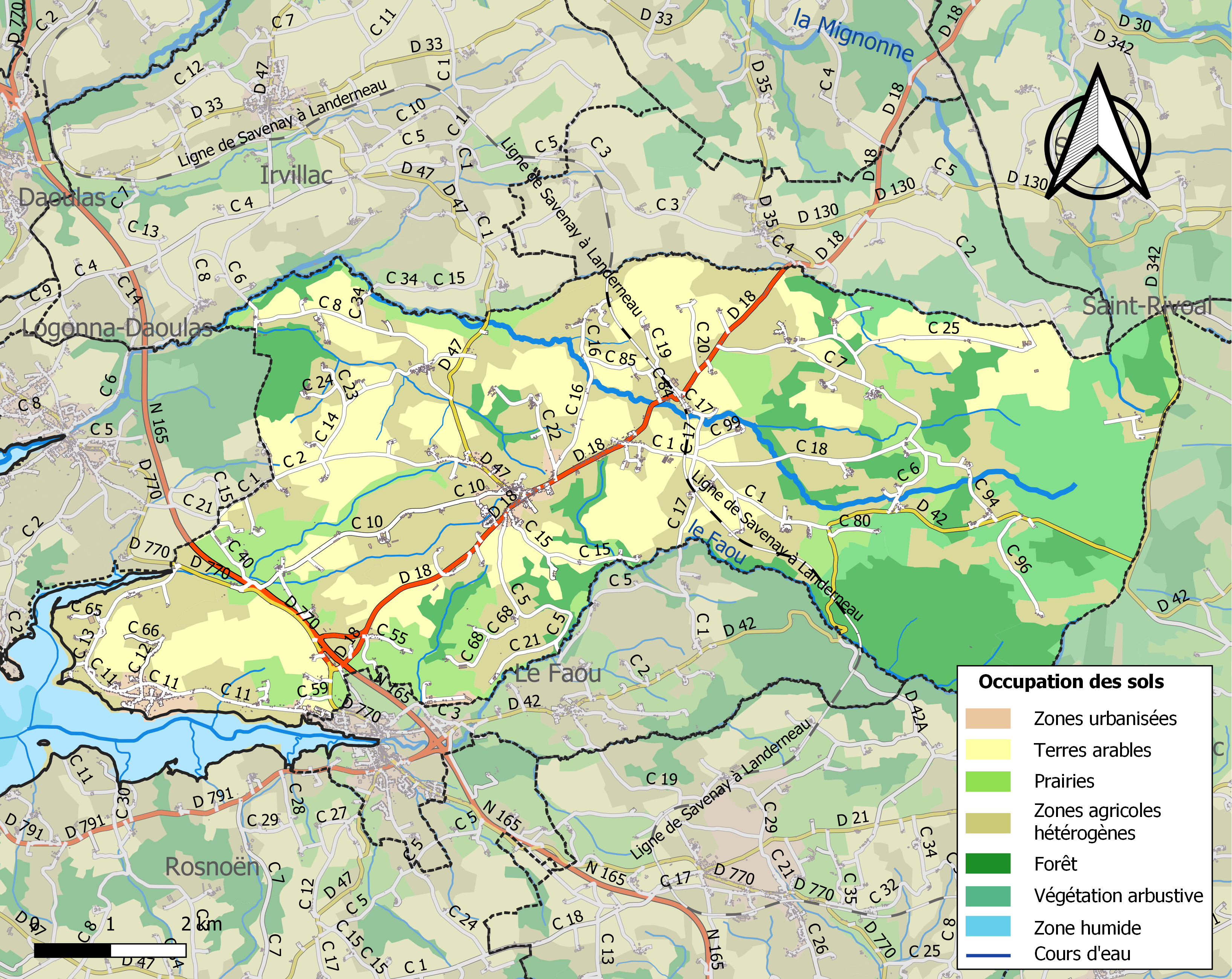
Kaart van de gemeente met belangrijkste infrastructuur, bodemgebruik en omliggende gemeenten

## Demografie
Onderstaande figuur toont het verloop van het inwonertal (bron: INSEE-tellingen).

## Afbeeldingen

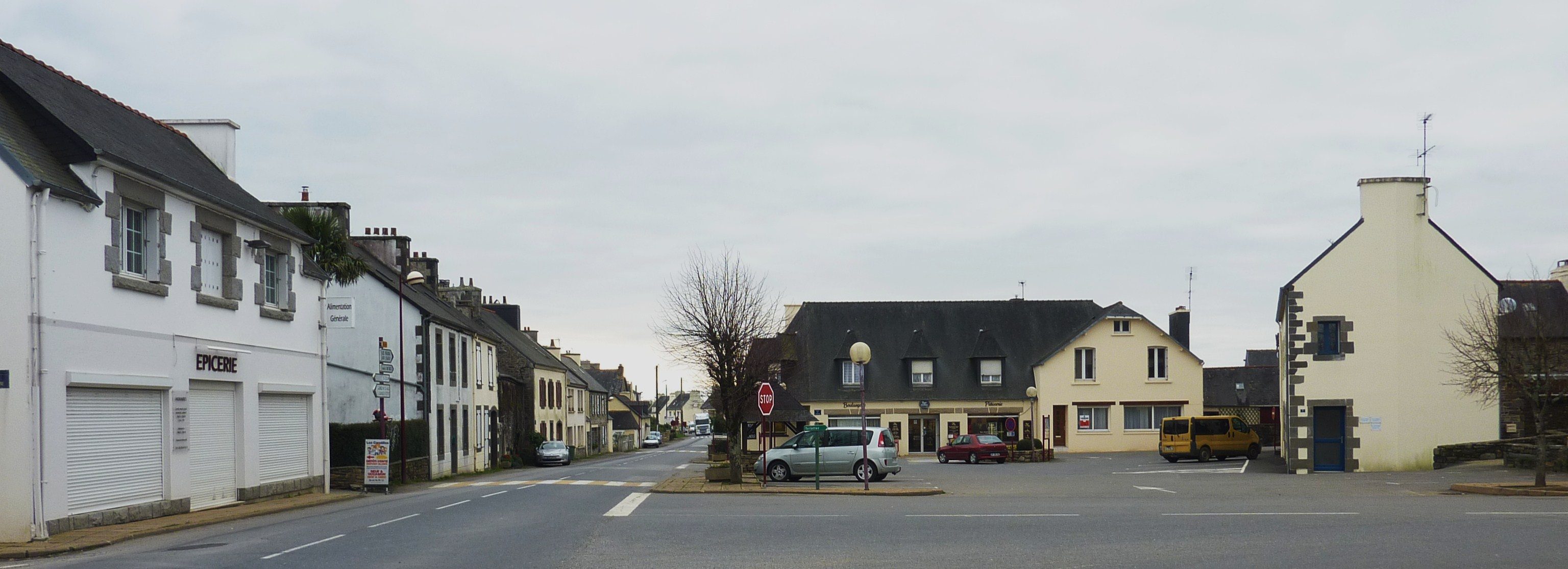
Centrum
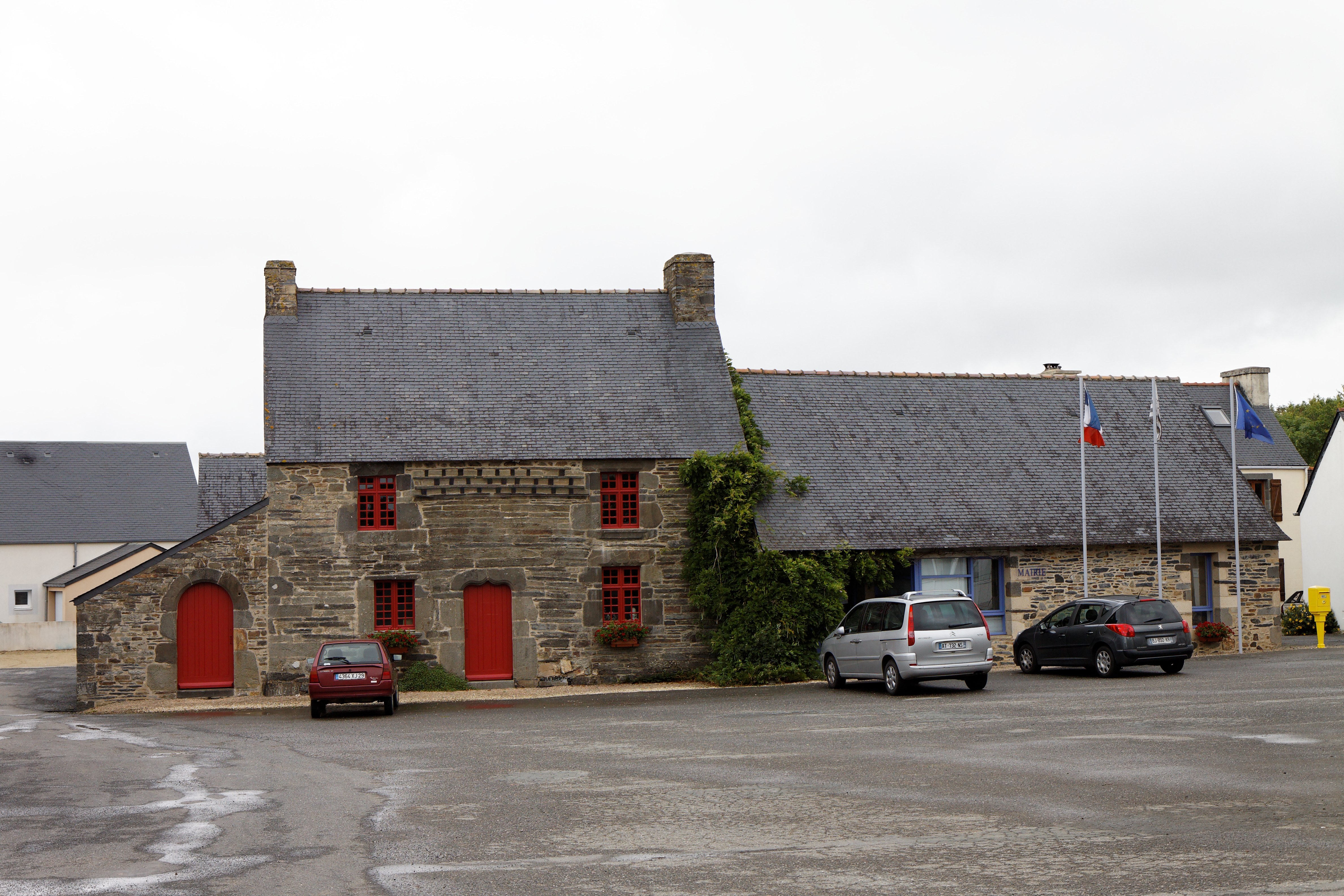
Gemeentehuis
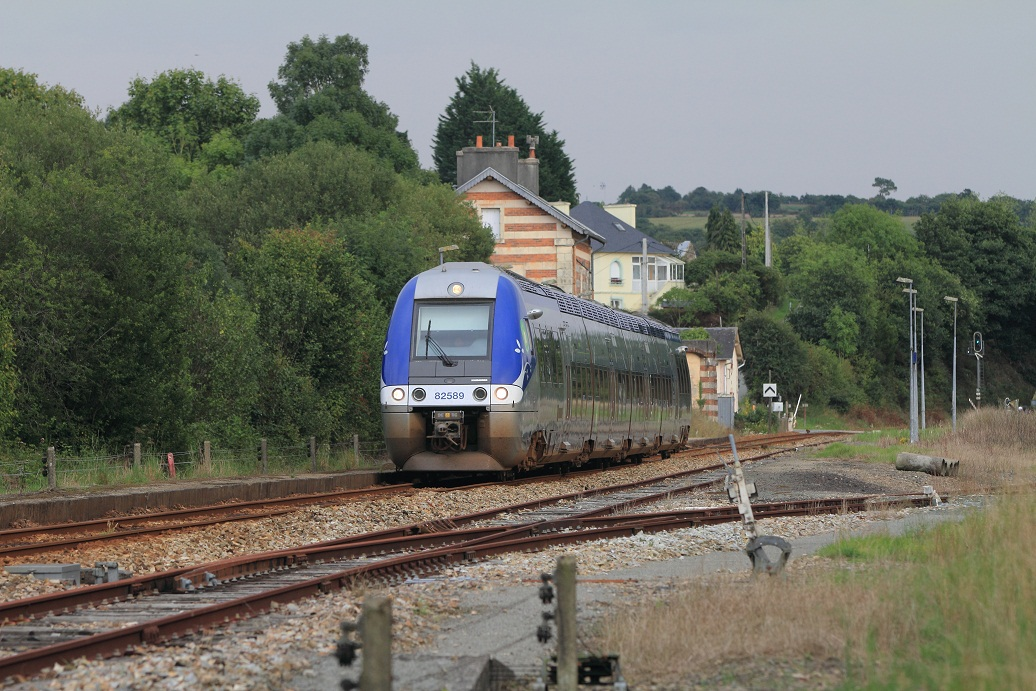
Station